# Plattelandstoerisme
Plattelandstoerisme zoals Hoevetoerisme (België), Kamperen bij de boer (Nederland) of Agriturismo (Italië) is een vorm van toerisme waarbij gebruikgemaakt wordt van de typische kwaliteiten van landelijke gebieden zoals agrarische bedrijvigheid, rust, ruimte en kleinschaligheid. Plattelandstoerisme onderscheidt zich van andere vormen van toerisme in landelijke gebieden zoals het bezoek aan attractieparken of dagrecreatiegebieden. We spreken van plattelandstoerisme als het economisch, historisch en ruimtelijk een afspiegeling vormt van de plattelandssamenleving. In de praktijk gaat het om kleinschalige, extensieve vormen van recreatie en toerisme.
Agrotoerisme is een onderdeel van plattelandstoerisme en heeft betrekking op het aanbieden van faciliteiten voor toeristen op agrarische bedrijven.

## Kenmerken
Plattelandstoerisme is een belangrijk onderdeel van de toeristische sector in Europa. Geschat wordt dat 10-25 % van het totale toeristische product op het platteland gerealiseerd wordt. Het verblijf in plattelandsaccommodaties veroorzaakt alleen al een geldstroom van ongeveer € 12 miljard, met multiplier effecten meegerekend zal dat ongeveer € 25 miljard zijn (Veer en Tuunter, 2005). Deze getallen blijven schattingen want het ontbreekt nog steeds aan een systematisch bijgehouden gegevens.
Kenmerkend voor plattelands toerisme is (Veer en Tuunter, 2005):
- Een sterke relatie met de streekeigen rurale cultuur
- Meer dan bij andere vormen van toerisme is er sprake van seizoensbinding en gemiddeld lage bezettingsgraden voor de accommodaties
- De organisatiegraad is nog niet groot. In veel gebieden is de samenwerking tussen de verschillende aanbieders nog gebrekkig
- Doorgaans wordt slechts de binnenlandse markt bediend.
- Zeker voor het agrotoerisme geldt dat de rol van de vrouw erg groot is bij vormgeving en uitvoering
- Voor veel (agrarische) bedrijven is het een belangrijke vorm van neveninkomsten

## Betekenis
Plattelandstoerisme kan op verschillende manieren bijdragen aan de versterking van de sociaal-economische structuur van landelijke gebieden. Het meest op de voorgrond treedt het economische effect door de bestedingen van toeristen. Voor een aantal agrarische bedrijven zijn de door toerisme gegeneerde inkomsten een welkome aanvulling op het jaarinkomen. Niet zonder belang is verder dat er in een gebied meer aandacht komt voor het lokale en regionale culturele erfgoed. Het culturele erfgoed in de vorm van streekeigen architectuur, monumenten en streekeigen producten vormt een belangrijke attractiefactor voor plattelandstoeristen. Het kan er tevens toe leiden dat er meer aandacht komt voor het behoud van karakteristieke elementen in het cultuurlandschap.

## Aanbieders
Ook in toeristisch aantrekkelijke plattelandsgebieden is het niet zonder meer voor de hand liggend dat boeren omschakelen naar het toeristisch ondernemerschap. Bovendien is plattelandstoerisme meer dan 'kamperen bij de boer'. Er zijn tal van vormen waarbij landbouw gecombineerd kan worden met toerisme en recreatie. Boerderijrestaurants, boerengolf, plattelandsmusea en logies/ontbijt-faciliteiten zijn slechts een greep uit de vele combinatiemogelijkheden.
Agrarische ondernemers moeten omschakelen naar andere sociaal-economische netwerken dan die van de voedselproductieketen. De activiteiten van de toeristische bedrijfsvoering zijn bij uitstek gericht op de persoonlijke dienstverlening. Met het toeristisch product moet worden ingespeeld op gevoel en minder op pure consumptie. De kwaliteit van de menselijke prestatie is het voornaamste bestanddeel van het toeristisch product.
De interesse voor toerisme als nevenactiviteit wordt gewekt door de aanwezigheid van toeristische trekpleisters in de omgeving, de aanwezigheid van een lange traditie op het gebied van 'kamperen bij de boer' (zoals in Gaasterland of op Walcheren) of door gebrekkige agrarische ontwikkelingsmogelijkheden op het bedrijf (Oostindie en Peters, 1994). Erg belangrijk is de rol van de boerin. Een aanzienlijk deel van de taken bij de toeristische dienstverlening komt op haar schouders neer. Sommige boeren zien het ook als een aantrekkelijke mogelijkheid om over een eigen inkomstenbron te kunnen beschikken.
De ontwikkeling van het plattelandstoerisme is geen zaak van enkele ondernemers die relatief goedkope accommodaties beschikbaar stellen. Bij de ontwikkeling zijn veel, verschillende, partijen betrokken (lokale overheid, Europese subsidiestromen, natuurbeschermingsorganisaties, agrarische bedrijven, milieucoöperaties). De succesformule van plattelandstoerisme in regio X kan niet zonder meer worden gekopieerd naar regio Y. Feitelijk betekent dit dat verschillende typen plattelandstoerisme tot ontwikkeling zijn gekomen.
In Vlaanderen is de betekenis van het plattelandstoerisme de afgelopen jaren gegroeid. De Belgische Boerenbond heeft een overkoepelende organisatie opgericht: de Federatie Hoeve- en Plattelandstoerisme. Deze is in 2004 omgevormd tot een Vereniging zonder Winst (VzW) Plattelandstoerisme in Vlaanderen. Deze organisatie behartigt de belangen van kleinschalige aanbieders van kamers (niet meer dan 15) en vakantiewoningen (bedrijven met niet meer dan 7 woningen).
In Nederland zijn twee organisaties in het bijzonder actief om ondernemersactiviteiten op het gebied van kamperen bij de boer te bundelen: de SVR (Stichting Vrije Recreatie) met 1800 aangesloten bedrijven en de VEKABO (Vereniging Kampeerboeren Nederland) met 1200 bedrijven. Daarnaast zijn ook grote organisaties als RECRON en HISWA betrokken bij de ontwikkeling van plattelandstoerisme. De Nederlandse Land- en Tuinbouworganisatie (LTO Nederland) houdt zich daarnaast specifiek bezig met de belangenbehartiging van de ondernemers op het gebied van plattelandstoerisme.

## De plattelandstoerist
De belangstelling voor het platteland als een aantrekkelijk gebied voor vakanties hangt samen met een aantal maatschappelijke ontwikkelingen. Als reactie op de versnelling van een groot aantal processen, het 'instant' karakter van ons tijdsbesef (instantvoedsel, deeltijdarbeid, one-liners, timesharing etc.) is er een opmerkelijke herleving van de belangstelling voor het verleden. Het platteland wordt gezien als een andere dan de alledaagse hectische werkelijkheid. Men heeft de illusie dat het leven er nog traag is en authentiek. Dit beeld van het platteland als een 'rurale idylle' is vrij hardnekkig. Het wordt bovendien versterkt door de marketing- en promotieactiviteiten van de toeristenindustrie.
Bij vakantie op het platteland denkt men aan het bezoeken van kleine dorpjes, aan het bezoeken van minder bekende gebieden, aan cultuurhistorie en folklore en aan activiteiten als wandelen en fietsen in een aangenaam cultuurlandschap. Toeristen die gebruikmaken van 'kamperen bij de boer' kiezen vaak bewust voor deze vorm van kamperen op grond van de relatief sobere uitrusting van de campings (geen hinder van grootschalige recreatievoorzieningen op het terrein), de kleinschaligheid en de persoonlijke behandeling. Uiteraard is er ook een aantal in toeristisch zeer aantrekkelijke gebieden (bijvoorbeeld in de omgeving van stranden en meren) die deze vorm van kamperen kiezen door de aantrekkelijke prijs.